# Антарикша
Анта́рикша (др.-инд. antariksa — воздушное пространство) — понятие ведийской и индуистской мифологии, обозначающее воздушное пространство, промежуточную космическую зону, расположенную между небом и землей. Иногда обозначается также терминами тамас («мрак», «тьма») или самудра («море»).
Структура антарикши различается в разных трактовках индуизма. По одним представлениям, антарикша состоит из 3 частей, две из которых — нижние — доступны человеческому восприятию, а третья, недоступная, принадлежит Вишну. Согласно другой трактовке, делится на две части: нижнюю — «земную» и «небесную». При этом нижняя часть, судя по некоторым местам из «Ригведы», может находиться под землей и отождествляться с местонахождением солнца (Савитара) ночью.
Антарикшу населяют гандхарвы, апсары, якши; с ней связаны также Индра, Рудра, маруты, Парджанья, Вата, Ваю, Апас, Трита Аптья, Ахи Будхнья, Аджа Экапад, Апам Напат, Матаришван.